# Bernhard Wagner (Ingenieur)
Bernhard Wagner (* um 1940; † 18. April 1999) war ein deutscher Ingenieur und Aerodynamiker.

## Leben und Werk
Nach seinem Abitur an einem humanistischen Gymnasium studierte er von 1959 bis 1966 im Fachbereich Maschinenbau der Technischen Hochschule Darmstadt. Nach seinem Diplom-Abschluss begann er eine Tätigkeit als Wissenschaftlicher Assistent. Er promovierte mit einer Dissertation im Jahre 1975 und begann danach eine Tätigkeit bei dem Unternehmen Dornier in Friedrichshafen und später bei Fairchild-Dornier in Oberpfaffenhofen. Dort leitete er seit 1982 die Abteilung für Theoretische Aerodynamik.
1984 übernahm er neben seiner Ingenieur-Tätigkeit einen Lehrauftrag für „Numerische Methoden der theoretischen Aerodynamik“ an der Technischen Hochschule Darmstadt. 1992 wurde er zum Honorarprofessor ernannt.

## Veröffentlichungen
Monographien
- Bernhard Wagner: Estimation of simulation errors and investigations of operating range extensions for the European transonic windtunnel ETW. Fachinformationszentrum Energie, Physik, Mathematik Karlsruhe, Eggenstein-Leopoldshafen 1982. (Bundesministerium für Forschung u. Technologie, Durchführende Institution: Dornier-System-GmbH, Abt. Theoretische Aerodynamik)
- Bernhard Wagner: Treibstrahlinterferenz bei Flugkörpern : Zusammenfassung und Abschluss. Dokumentationszentrum der Bundeswehr, Bonn 1979. (Erschienen in der Reihe: Forschungsbericht aus der Wehrtechnik.)
- Bernhard Wagner: Eine Theorie zur Berechnung konischer Paragleiter mit schwacher Wölbung in Überschallströmung. Technische Hochschule Darmstadt, 1975. (Vorgelegt als Dissertation am Fachbereich 16 – Maschinenbau der TH Darmstadt.)

Beiträge in Fachzeitschriften und Sammelbänden, Sonderdrucke
- Bernhard Wagner: Schiebende schlanke Flügel mit kleinem Anstellwinkel. Institut für Flugtechnik der Technischen Hochschule Darmstadt, 1970. Institutsbericht 77, Nr. 4.
- Xaver Hafer und Bernhard Wagner: Über einige Quadraturverfahren für die Tragflügeltheorie. In:  Festschrift zum 60. Geburtstag von Prof. Dr.-Ing. Erich Truckenbrodt. Institut für Flugtechnik der Technischen Hochschule Darmstadt, 1976. S. 149–174.
- Bernhard Wagner: Ein Verfahren zur Berechnung der Strömung um schiebende schlanke Flügel bei kleiner Anstellung. Institut für Flugtechnik der Technischen Hochschule Darmstadt, 1976.
- Bernhard Wagner: Theorie konischer Paragleiter mit schwacher Wölbung in Überschallströmung. In: Zeitschrift für Flugwissenschaften. Institut für Flugtechnik der Technischen Hochschule Darmstadt, 1976. Vol. 24, Nr. 5, S. 246–258.
- Bernhard Wagner: Einfluss schräger Hinterkanten und Einfluss des Eigengewichtes der Bespannung auf die Umströmung konischer Paragleiter mit schwacher Wölbung im Überschall. In: Zeitschrift für Flugwissenschaften. Institut für Flugtechnik der Technischen Hochschule Darmstadt, 1976. Vol. 24, Nr. 6.
- Bernhard Wagner: Untersuchungen über konische Überschalltragflächen mit Unterschallvorderkanten. Institut für Flugtechnik der Technischen Hochschule Darmstadt, 1975.
- Bernhard Wagner: Schiebende Tragflächen im Transsonik-Bereich. In: DGLR-Symposium „Tragflügel, Aerodynamik bei schallnahen Strömungen“, Göttingen 1972. Institut für Flugtechnik der Technischen Hochschule Darmstadt, 1975. Institutsbericht 72, Nr. 7.
- Bernhard Wagner und Willi Siegler: Messungen zur Flügel-Höhenleitwerks-Interferenz bis in den Bereich hoher Anstellwinkel für einen Flügel der Streckung fünf und der Pfeilung dreissig Grad – Ein Beitrag zum Problem super-stall.  Institut für Flugtechnik der Technischen Hochschule Darmstadt, 1971.
- Bernhard Wagner und Hermann-Ludolf Weinreich: Einfluss der V-Stellung auf die flugmechanischen Beiwerte von Flügeln berechnet nach dem Wirbelgitterverfahren. Institut für Flugtechnik der Technischen Hochschule Darmstadt, 1970. Institutsbericht 70, Nr. 3.